# Simpson Head
Das Simpson Head ist eine markante und  bis zu 1065 m hoch aufragende Landspitze an der Lassiter-Küste des Palmerlands auf der Antarktischen Halbinsel. Sie liegt 6 km nordwestlich des Kap Kidson am Nordufer des New Bedford Inlet und markiert die westliche Begrenzung der Einfahrt zum Turner Inlet.
Teilnehmer der United States Antarctic Service Expedition (1939–1941) fotografierten sie im Dezember 1940 aus der Luft. Wissenschaftler der Ronne Antarctic Research Expedition (1947–1948) fertigten weitere Luftaufnahmen an und nahmen in Zusammenarbeit mit dem Falkland Islands Dependencies Survey (FIDS) Vermessungen vor Ort vor. Der FIDS benannte sie nach dem britischen Meteorologen George Clarke Simpson (1878–1965), Teilnehmer der Terra-Nova-Expedition des britischen Polarforschers Robert Falcon Scott.